# Weener Plastic Packaging Group

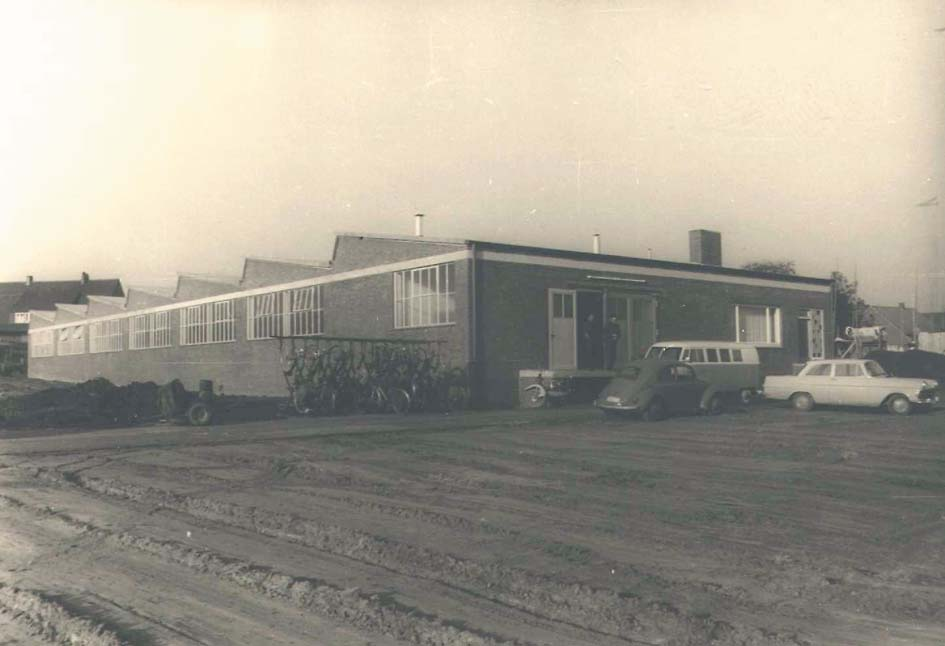
Produktionshalle im Marker Weg in Weener

Die Weener Plastics Holding B.V. ist die Konzernobergesellschaft einer Unternehmensgruppe zur Herstellung von Kunststoffverpackungen für die Bereiche Körperpflege und Kosmetik, Lebensmittel, Haushalt, Chemie und Pharmazie mit Sitz im niederländischen Ede.
Es gibt Fertigungsstätten in 16 Ländern.

## Geschichte
Das Unternehmen wurde 1960 in Weener mit 40 Mitarbeitern gegründet und begann mit der Herstellung von Tuben- und Tubenverschlüssen für den pharmazeutischen Markt. Als das Areal zu klein wurde, zog das Unternehmen in die Industriestraße um. In den Jahren 1990 bis 2000 erfolgte die Übernahme und Eröffnung neuer Standorte. Im Februar 2012 wurde bekannt, dass die US-amerikanische Beteiligungsgesellschaft Lindsay Goldberg Vogel das Unternehmen übernimmt. Daraufhin erfolgte die Eingliederung der Plasticum Group in die Weener Plastic Packaging Group im Jahre 2013. Im Juni 2015 machte 3i bekannt, in die Weener Plastic Packaging Group investieren zu wollen.

## Produkte
Produziert werden Klappdeckel, Schraubverschlüsse, Tubenverschlüsse, Ventilverschlüsse, Getränkeverschlüsse, Dosiersysteme, Kosmetik-Verpackungen, Roll-on Kugeln / Deo-Kugeln, Tiegel und Deckel sowie PET-Flaschen.
Im Jahr 2015 wurde bekannt, dass Weener Plastik zukünftig auch Tischtennisbälle herstellen und damit in den chinesisch dominierten Markt vordringen will.
Das Unternehmen entwickelte den Ventilverschluss „CleanSqueeze“ als auf dem Kopf stehende und tropffrei dosierbare Verpackung für Honig.